# منزل الأمصيلي (رشيد)
يعد منزل الأمصيلي أحد أهم منازل رشيد الأثرية ويحمل رقم 32 ضمن الآثار الإسلامية بمصر. يتميز بطراز معماري فريد وزخارف متميزة تحمل طابعًا خاصًا ومميزًا للحقبة التاريخية التي بُني بها. شيد المنزل عثمان أغا الطوبجى، عام 1223هـ - 1808م، وهو أحد قادة الجيش العثماني في رشيد، وآلت ملكيته بعد ذلك إلى أحمد الأمصيلي، والذي ينتسب إلى مدينة أماسيا بتركيا.

## وصف المنزل
للمنزل واجهتان رئيسيتان تطلان على الشارع وهما الشمالية والغربية أما الشرقية فملاصقة لمنزل حسيبة غزال والجنوبية ملاصقة لجار. والواجهة الشمالية هي الواجهة الرئيسية للمنزل وتتكون من ثلاثة مستويات (طوابق)، الطابق الأرضى ويوجد بمنتصفه المدخل الرئيسى للمنزل وهو عبارة عن مدخل تذكارى بارز وهو عبارة عن فتحة مستطيلة غائرة يكتنفه مكسلتان يزخرف زاوية كل منهما عمود خشبى شبه حلزونى مزخرف بتهشيرات زجزاجية بالحفر البارز وله تاج وقاعدة وعلى عضادتى المكسلتين زخارف فخارية داخل إطار مربع اليمنى منها «الغربية» عبارة عن طبق نجمى مشع واليسرى «الشرقية» عبارة عن كتابات بالخط الكوفى عبارة عن «لا إله إلا الله»، ويغلق على المدخل باب خشبى ذو خوخة مدعم بالمسامير ذات رؤوس وصفائح حديدية في أعلى الأركان وهذا الباب من الداخل به مجموعة من المزاليق الخشبية الأفقية والرأسية لغلق الباب ويؤدى المدخل الشمالى الرئيسى للمنزل إلى دركاة المدخل وهي مستطيلة الشكل، على يمين الداخل توجد نافذة مستطيلة الشكل مقسمة رأسيا إلى قطاعين متماثلين من الخرط الخشبى المتعدد الأشكال، وأفقيا إلى أربعة مستويات؛ السفلى مستطيل يشغله خوختين بهما الخرط المعقلى القائم يعلوه مستوى ثانٍ وفيه مربعين (واحد في كل قطاع) بهما الخرط المعقلى القائم. وكذلك أشكال على هيئة الصلبان المعقوفة، يعلوه شكل مستطيل به خرط صهريجى قائم ذو تقاطعات حلزونية، وفي المستوى الثالث مستطيل فيه شكل مصبعات (قوائم) معقولة، أما المستوى الرابع فهو على هيئة عقد منكسر يشغله خرط صهريجى قائم ومعقول أيضاً.
وعلى يسار الداخل، نجد فتحة باب مستطيلة عليها مصراع باب خشبية يليها باب صغير يؤدى إلى خزينة صغيرة أسفل السلم، وفي صدر الداخل نجد باب يؤدى إلى دور قاعة وسطى، وهي مستطيلة الشكل. ومن الجنوب الشرقى مدخل يؤدى إلى الإسطبل، يليها في الجنوب دكة خشبية تدور إلى الجدار الغربى. ويعلوها من الغرب نافذتين مستطيلتين يغلق عليها مصاريع زجاجية تجلس على خورنقات زخرفية تعلو ظهر الأريكة.
وأهم ما يلاحظ على هاتين النافذتين هو وجود العقد ذو الأكتاف المعروف (بعقد بورصة) والذي يرجع أقدم مثال له في القرن الرابع عشر الميلادى. وفي الجدار الشمالى لهذه الدورقاعة مدخل كبير من ثلاثة عقود شبه مدببة، ترتكز من الداخل على عمودين من الرخام ـ ذات طراز أيونى ـ ويغلق عليهم حجاب (ساتر) من خشب الخرط مقسم إلى ثلاثة قطاعات رأسية، الأوسط منهم يشغله باب الدخول للحجرة ويغلق عليه مصراعي من الخشب مزخرفتين بشكل المفروكة مستطيلة الشكل.

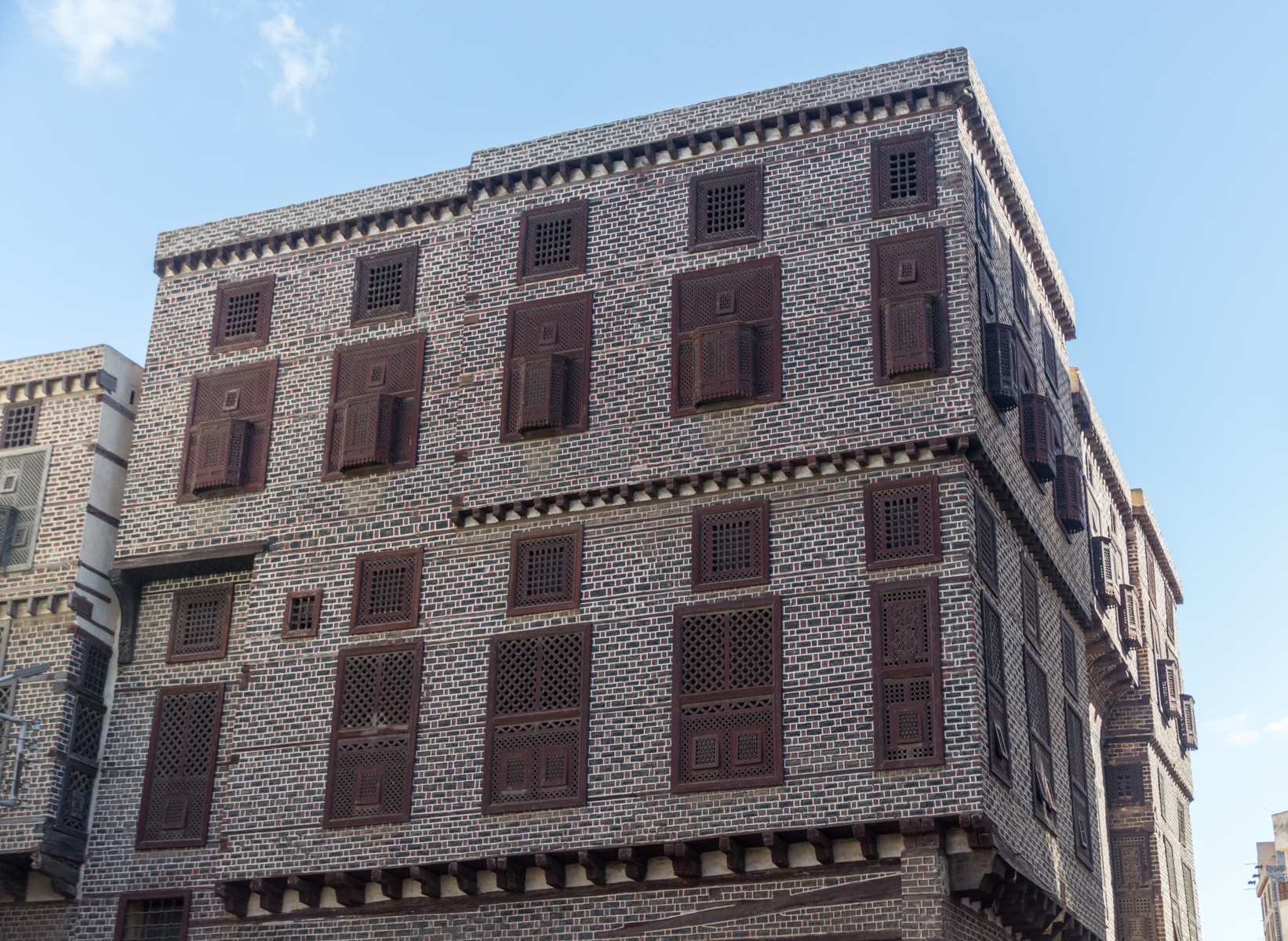
بيت الأمصيلي بمدينة رشيد محافظة البحيرة مصر
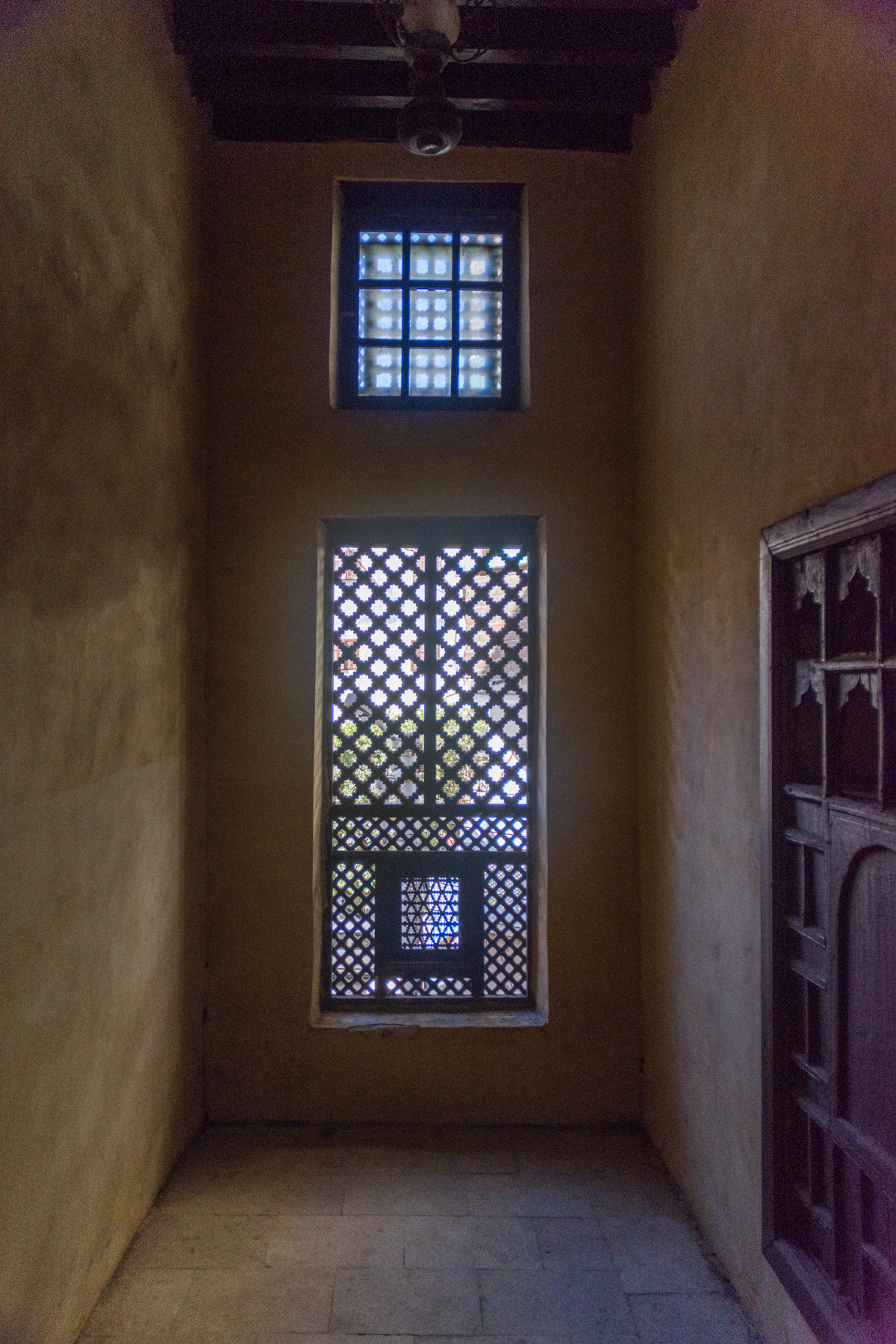
بيت الأمصيلي بمدينة رشيد محافظة البحيرة مصر
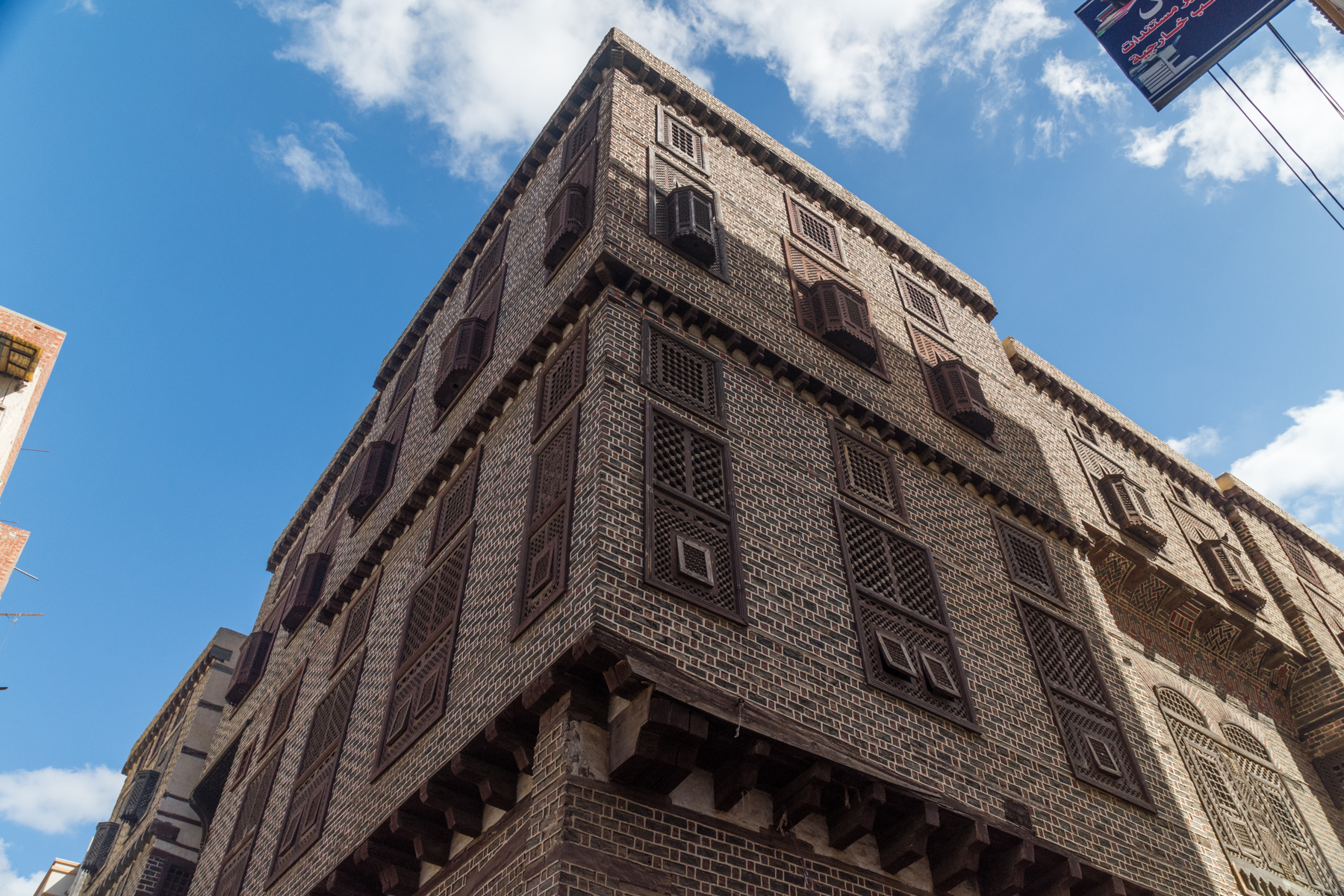
بيت الأمصيلي بمدينة رشيد محافظة البحيرة مصر
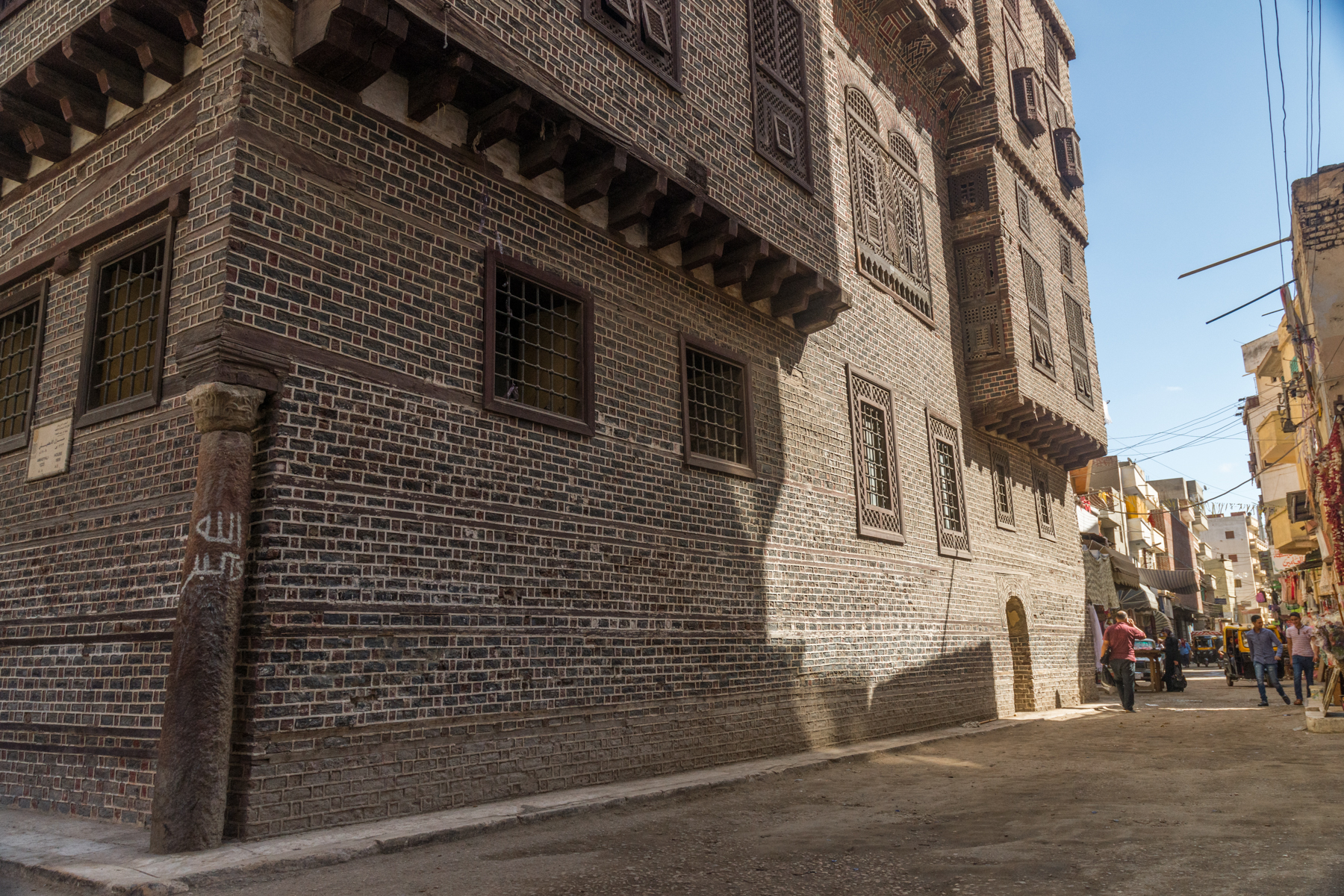
بيت الأمصيلي بمدينة رشيد محافظة البحيرة مصر
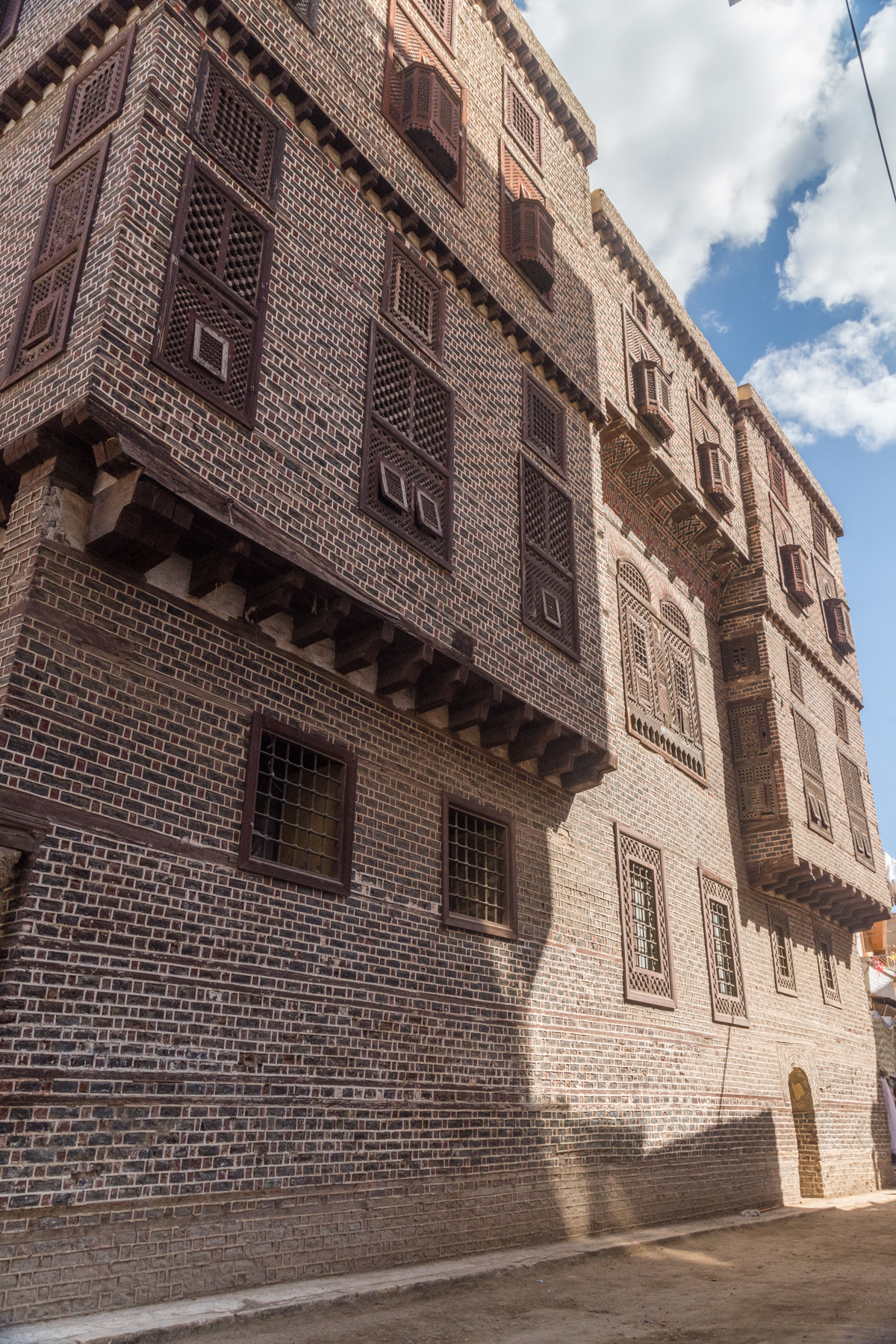
بيت الأمصيلي بمدينة رشيد محافظة البحيرة مصر
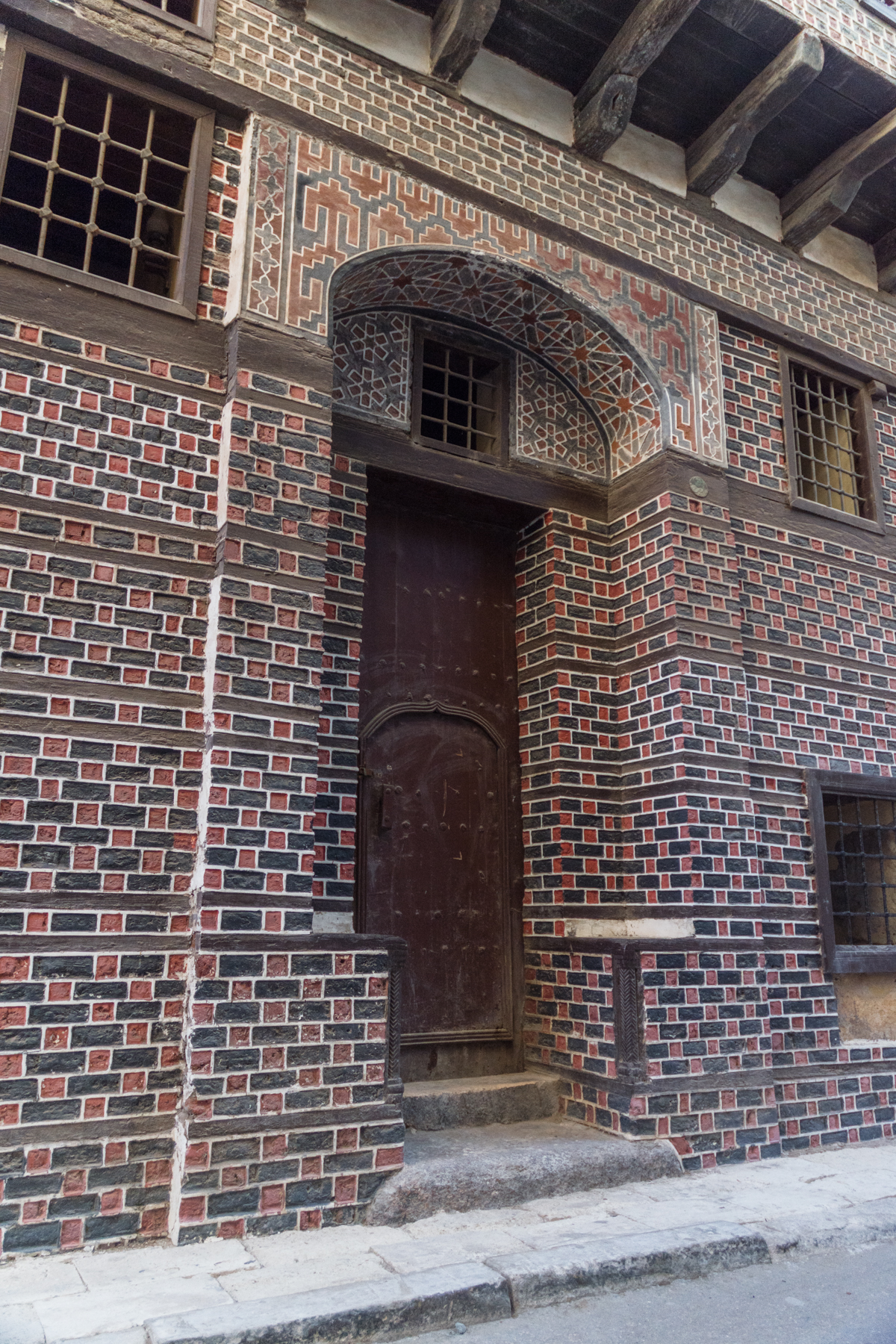
بيت الأمصيلي بمدينة رشيد محافظة البحيرة مصر
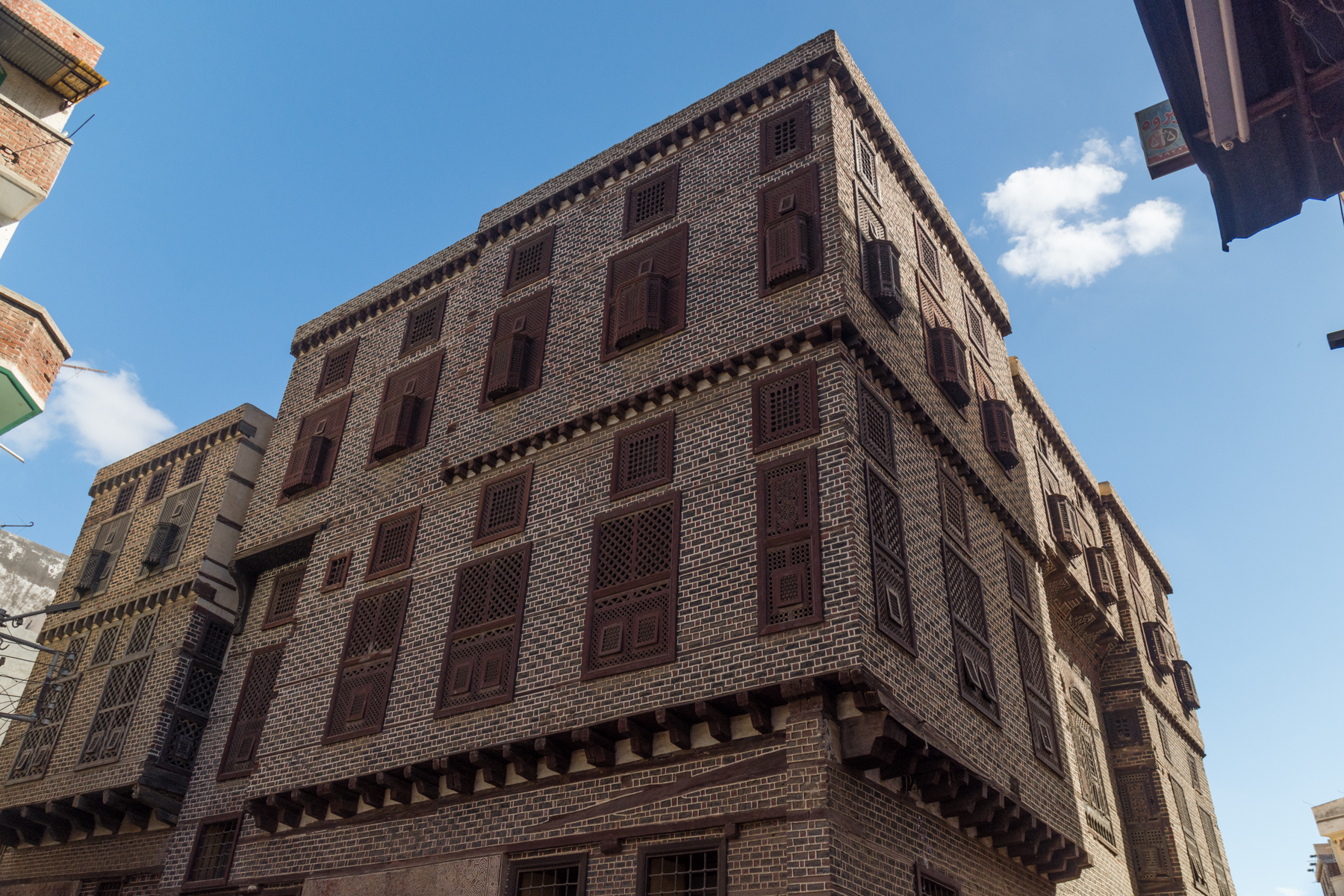
بيت الأمصيلي بمدينة رشيد محافظة البحيرة مصر